# Georg Trakl

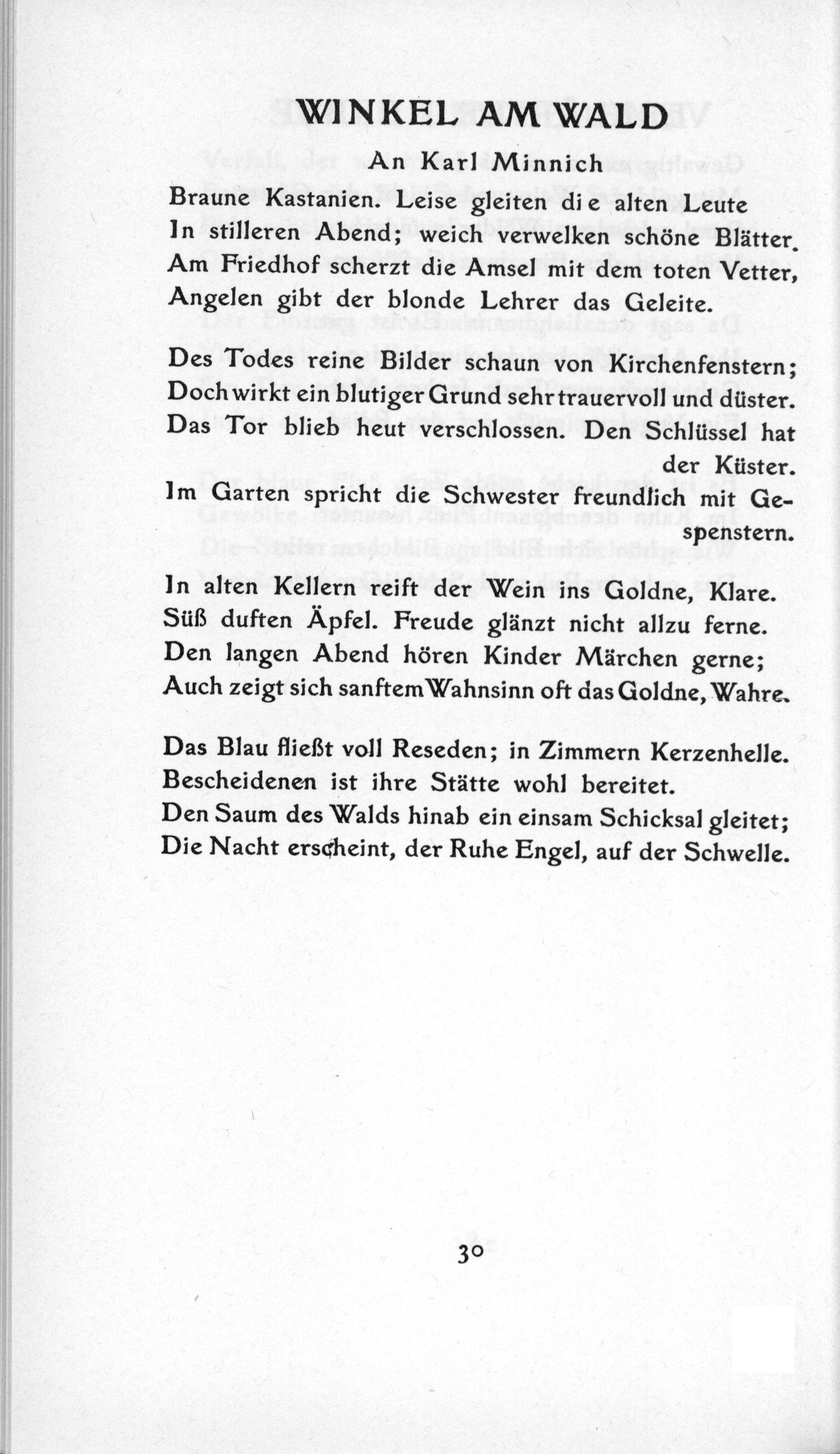

Georg Trakl (Salisburgo, 3 febbraio 1887 – Cracovia, 3 novembre 1914) è stato un poeta espressionista austriaco.

## Biografia
Nasce da Tobias, commerciante luterano in ferramenta e da Maria Halik, cattolica, di origine slava, melomane e collezionista di oggetti di antiquariato.
Dopo un'infanzia apparentemente serena, fatta di giochi con la sorella minore Grete, nata nel 1891, di letture e di musica – entrambi suonavano il pianoforte - si legherà con lei in un rapporto incestuoso che segnerà drammaticamente la loro vita.
Frequenta il ginnasio nel 1897; bocciato già una volta, non supera l'esame finale. Lascia perciò gli studi nel 1905 per lavorare come apprendista in una farmacia di Salisburgo, prende abitudine alle droghe e tenta i primi esperimenti letterari; ammira Hölderlin, Nietzsche, Dostoevskij, Rimbaud, Maeterlinck, Ibsen e Strindberg. Membro del circolo poetico Apollo, scrive recensioni sul giornale locale Salzburger Volkszeitung e fa rappresentare senza successo due drammi: Giorno dei morti (Totentag, 1906) e Fata Morgana (1906), e una tragedia, La morte di don Giovanni (Don Juans Tod, 1908). In quello stesso anno pubblica, sempre sul quotidiano di Salisburgo, la sua prima poesia, Das Morgenlied (Canto del mattino).
Terminati finalmente gli studi ginnasiali, s'iscrive nell'Università di Vienna per frequentare il corso di farmacia, diplomandosi Magister nel 1910, e presta servizio militare in sanità dal 1910 al 1911.
Tornato a Salisburgo nel settembre 1911, nel 1912 ottiene un impiego nell'ospedale militare di Innsbruck, città dove conosce Ludwig von Ficker, il fondatore della rivista Der Brenner (L'incendiario), rivista d'avanguardia letteraria che pubblica in maggio le sue prime poesie.
Ottiene un impiego a Vienna nel Ministero dei Lavori Pubblici ma si licenzia dopo solo due ore e torna a Salisburgo. Ripeterà altre due volte la stessa esperienza di incapacità a dedicarsi a un lavoro stabile; a Vienna conosce Karl Kraus, l'architetto Adolf Loos, Wittgenstein, che guardava con interesse alla rivista tirolese, il pittore Kokoschka.
Nel luglio 1913 pubblica a Lipsia una raccolta di Poesie (Gedichte); dipendente dalla droga e dall'alcool, è spesso soggetto a crisi depressive. Va a trovare a Berlino la sorella Grete che, sposata ma separatasi molto presto, è ricoverata in ospedale per un aborto.
Richiamato allo scoppio della guerra, è ufficiale di sanità nella sanguinosa battaglia di Grodek, in Galizia: deve assistere da solo e senza medicine 90 feriti gravi. Per due giorni e due notti ha lavorato nell'ospedale militare, che in seguito è stato descritto dalla stampa come una delle "fosse della morte della Galizia". Secondo la testimonianza dei suoi superiori, le condizioni di Trakl si fecero critiche in seguito alla visione di 13 ruteni che erano stati impiccati sugli alberi di fronte alla sua tenda. Traumatizzato dall'esperienza, tenta pochi giorni dopo il suicidio ma viene salvato e ricoverato nell'ospedale psichiatrico di Cracovia il 7 ottobre 1914 dove, alla fine del mese, redige il proprio testamento lasciando alla sorella una grande somma di denaro da poco ricevuta da Wittgenstein e, a von Ficker, venuto a visitarlo, il suo testamento poetico con le composizioni Klage II (Lamento II) e Grodek; il 3 novembre muore per un'overdose di cocaina.
Postuma esce una seconda raccolta di poesie, Sebastiano in sogno (Sebastian im Traum, 1915). La sorella Grete si uccide nel 1917.
Georg Trakl è sepolto nel piccolo cimitero di Mühlau, sobborgo residenziale di Innsbruck.

## L'ultima poesia
| Grodek | Traduzione |
| --- | --- |
| Am Abend tönen die herbstlichen Wälder Von tödlichen Waffen, die goldnen Ebenen Und blauen Seen, darüber die Sonne Düstrer hinrollt; umfängt die Nacht Sterbende Krieger, die wilde Klage Ihrer zerbrochenen Münder. Doch stille sammelt im Weidengrund Rotes Gewölk, darin ein zürnender Gott wohnt Das vergoßne Blut sich, mondne Kühle; Alle Straßen münden in schwarze Verwesung. Unter goldnem Gezweig der Nacht und Sternen Es schwankt der Schwester Schatten durch den schweigenden Hain, Zu grüßen die Geister der Helden, die blutenden Häupter; Und leise tönen im Rohr die dunkeln Flöten des Herbstes. O stolzere Trauer! ihr ehernen Altäre Die heiße Flamme des Geistes nährt heute ein gewaltiger Schmerz, Die ungebornen Enkel. | A sera risuonano i boschi autunnali d'armi letali, le auree distese e gli azzurri laghi, e dall'alto il sole rovina all'orizzonte, più oscuro; la notte abbraccia guerrieri morenti, il furioso lamento delle loro bocche in frantumi. Pure silenziosa si raduna fra i salici rossa nube, soggiorno di un dio furente, il sangue sparso, argentea frescura; tutte le strade sfociano in nera putredine. Sotto gli aurei rami della notte stellata vacilla l'ombra della sorella per la selva ammutolita, a salutare gli spiriti degli eroi, le teste insanguinate; e lievi risuonano nel canneto i sinistri flauti autunnali. O più fiera pena! O voi, are di bronzo, un possente dolore nutre oggi l'ardente fiamma dello spirito, i nipoti non nati. |

La scena della battaglia, luogo di bellezza naturale di boschi, laghi azzurri e pianure dorate, è descritta utilizzando esplicitamente colori come l'azzurro, l'oro, il rosso ed il nero, ed implicitamente, tramite la sera, il sole, la notte, la luna, il sangue, l'ombra, il bronzo.
La tragedia della guerra non è solo nella morte di chi la combatte ma soprattutto nei nipoti non nati, nella mancata vita futura che non è potuta nascere da quei morti. Al centro c'è l'immagine della sorella del poeta, ombra ondeggiante come in un delirio, che sembra quasi danzare nella schwarze Verwesung, la nera putredine; anche dalla relazione del poeta con la sorella, non nasceranno figli e nipoti: i due fratelli sono apparentati a quella putredine.

## Opere

### Opere pubblicate in vita
- Gedichte (ciclo di poesie): 1913
- Pubblicazioni sulla rivista Der Brenner (poesie e un poemetto in prosa): 1914-1915

### Opere postume
- Sebastian im Traum (ciclo di poesie e due poemetti in prosa): 1915
- Sammlung 1909 (la prima raccolta)[4]
- Gedichte 1909-12 (poesie)
- Gedichte 1912-14 (poesie)
- Frammenti teatrali
- Aforismi

## Riconoscimenti
Dal 1953 viene assegnato il premio Georg Trakl per la letteratura.